# 中国同盟会
中國同盟會，簡稱同盟會，又稱中國革命同盟會，是清朝末年由興中会、華興會等多個團體集合而成的革命組織，1905年成立於日本東京。其組織遍布中國與世界各地的華人社區，發動多次尝试推翻清朝的起義，包括成功推翻清朝、建立共和政體的辛亥革命。
同盟會主要由孫中山、宋教仁、黄興、黄元秀、蔡元培等人領導，由於其成員包羅之眾，自1906年以後就不斷發生內爭，包括個人的衝突、理論的不同與革命方略的歧見，特別是由於一連串武裝起義的失敗，更增加了內爭的激烈性。辛亥革命成功後，同盟會改組為國民黨，後遭袁世凱下令解散。部分成員另行成立中華革命黨，1919年改組為中國國民黨至今。

## 歷史

### 成立

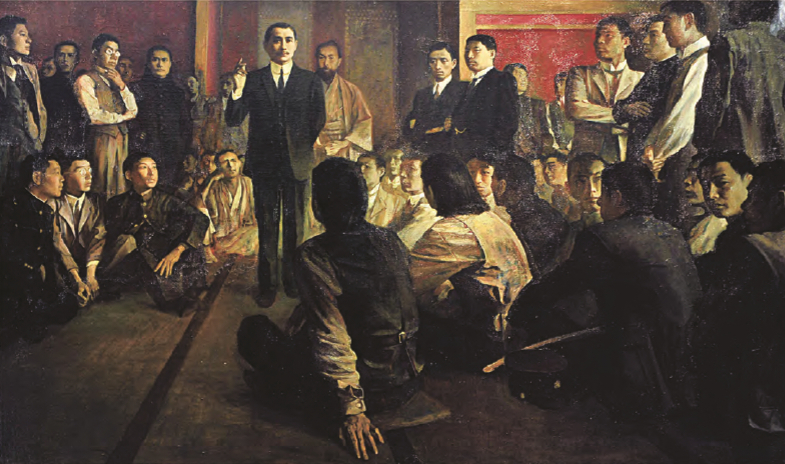
同盟會成立情形油畫

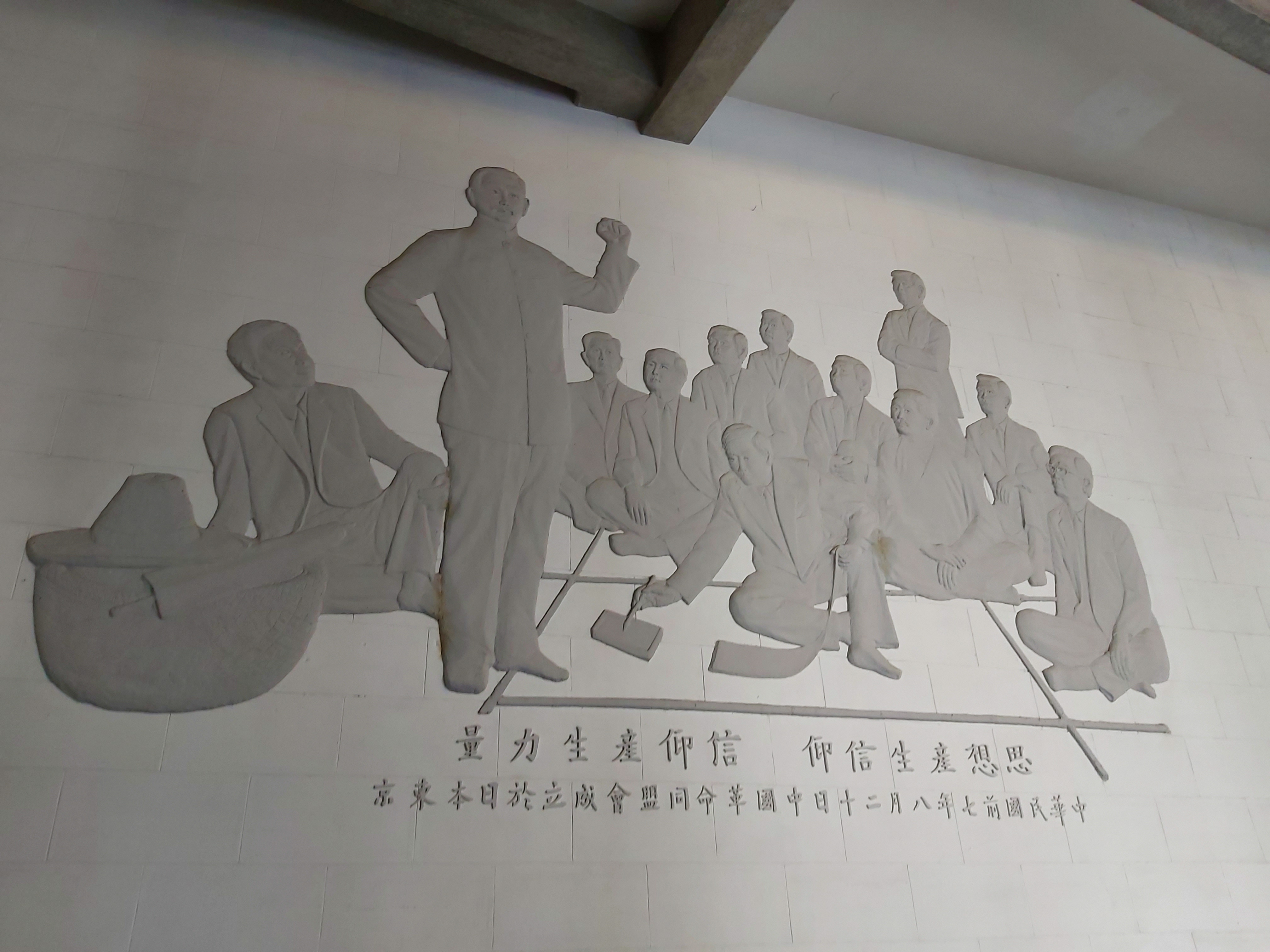
同盟會成立情形浮雕

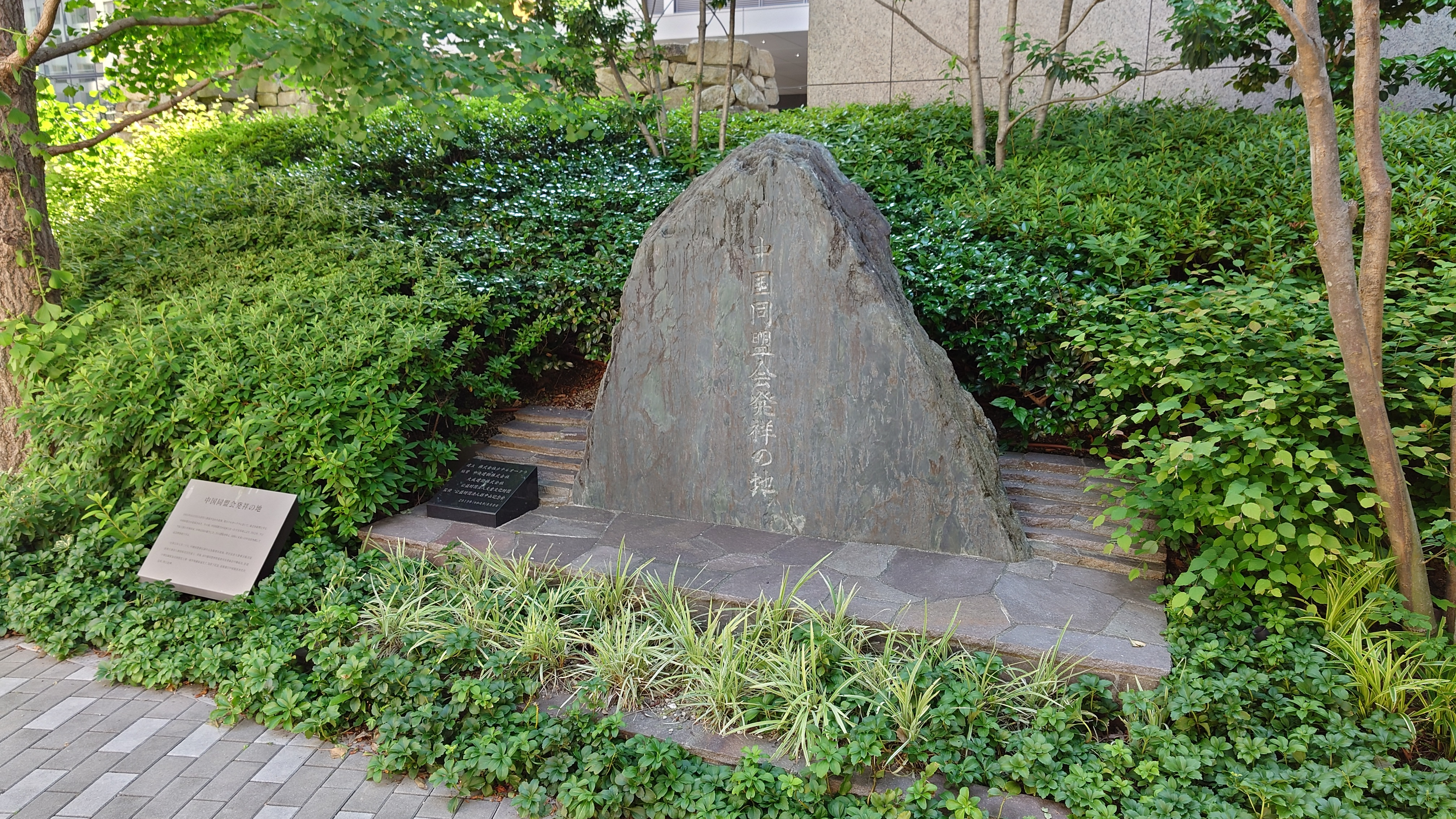
同盟會成立紀念碑在東京大倉飯店

在日本人內田良平牽線下，結合孫的興中會、黃興與宋教仁等人的華興會、上海蔡元培、章炳麟與吳敬恆等人的愛國學社、張繼的青年會等組織，1905年7月，在東京召開第一次成立大會。8月20日，再開第二次大會于日本國會議員阪本金彌之宅邸，在場300人決議通過組織章程。大会讨论组织命名，有人主张“对满同盟会”，孙指革命宗旨不仅对满，拟作“中国革命同盟会”，终以组织秘密，称“中国同盟会”。:476民元后任美洲中国同盟会会长的伍平一回忆说：“岁乙巳，大会欧美日本之留学生于东京，内地各省之哥老会、三合会、剑仔会、大刀会、均派代表与焉，而同盟会乃成。孙先生以兴中会首领，推为同盟会本部总理。”
會上，孫被推舉為總理:367。黃興為執行部庶務，地位形同副總理:146。孫在会上宣布中華民國之名稱，吩咐黨員返回本省，鼓吹革命主義:498。除制定了《軍政府宣言》、《中國同盟會總章》和《革命方略》等文件，中國同盟會以華興會機關刊物《二十世紀之支那》改組成為《民報》:146。

### 方针
同盟會誓詞為：「驅除韃虜，恢復中華，創立民國，平均地權」，次年發表「軍政府宣言」，并將此誓詞列為革命建國之「四綱」:366。同盟會宣言開宗明義，呼籲需要一場「國民革命」，由「一國之人」著手進行，且應分兩階段展開：第一階段是驅逐滿人，第二階段是恢復中國主權；滿人乃關外之東夷，他們征服中國、奴役漢人，讓漢人「為亡國之民者二百六十年於斯」，唯有驅逐滿人，才有可能「光復中華」，「中國者，中國人之中國，中國之政治，中國人任之」:172。同盟會創立時發表之宣言，是革命意識形態即三民主義之雛形，爾後又藉黃興、章炳麟之助，孫在1906年秋天進一步修訂，即所謂《中國同盟會革命方略》:167。宣言主要方針是在《民報》上發展出來，文章由不同作者執筆，觀點具個人色彩，有時還彼此矛盾，確實構成三民主義教義主體，一般認為表達孫之政治思想:167。中國同盟會與孫中山設想的一个中華民國的政府組織一致：在總理下設行政部、立法部和司法部，這實際上是三權分立的原則。

### 发展
1905年11月26日，同盟會機關報《民報》在東京創刊，發刊詞高舉民族、民權和民生主義:367。《民報》在章炳麟、陶成章等主編下，由胡漢民、汪精衛等執筆，與主張保皇、由康有為、梁啟超執筆的《新民叢報》展开激烈論戰，成為革命思想的重要陣地。1908年10月10日，出版第二十四期後遭日本當局下令封禁:169。
1906年夏，归国的出洋五大臣之一端方递呈奏折，交待海外见闻：“以奴才使事所及，明访暗查，见夫无知青年，惑其邪说，什而七八。逆贼孙文演说，环听辄以数千，革命党报发行，购阅数逾数万。……近访闻逆党方结一秘密会，遍布支部于各省，到处游说运动，且刊印鼓吹革命之小册子，或用歌谣，或用白话，沿门赠送，不计其数。入会之人，日以百计，踪迹诡秘，防不胜防。”9月1日，清廷宣布预备立宪。
1906年12月，梁启超致康有为的信中说：“革党現在東京占极大之勢力，万余學生從之者過半。前此預備立憲詔下，其机稍息，及改革官制有名無實，其勢益張，近且舉國若狂矣。東京各省人皆有，彼播种于此間，而蔓延于內地，真腹心之大患，万不能輕視者也。近頃江西、湖南、山東、直隸到處亂机蜂起，皆彼党所為。今者我党与政府死戰，猶是第二義，与革党死戰，乃是第一義。有彼則無我，有我則無彼。”

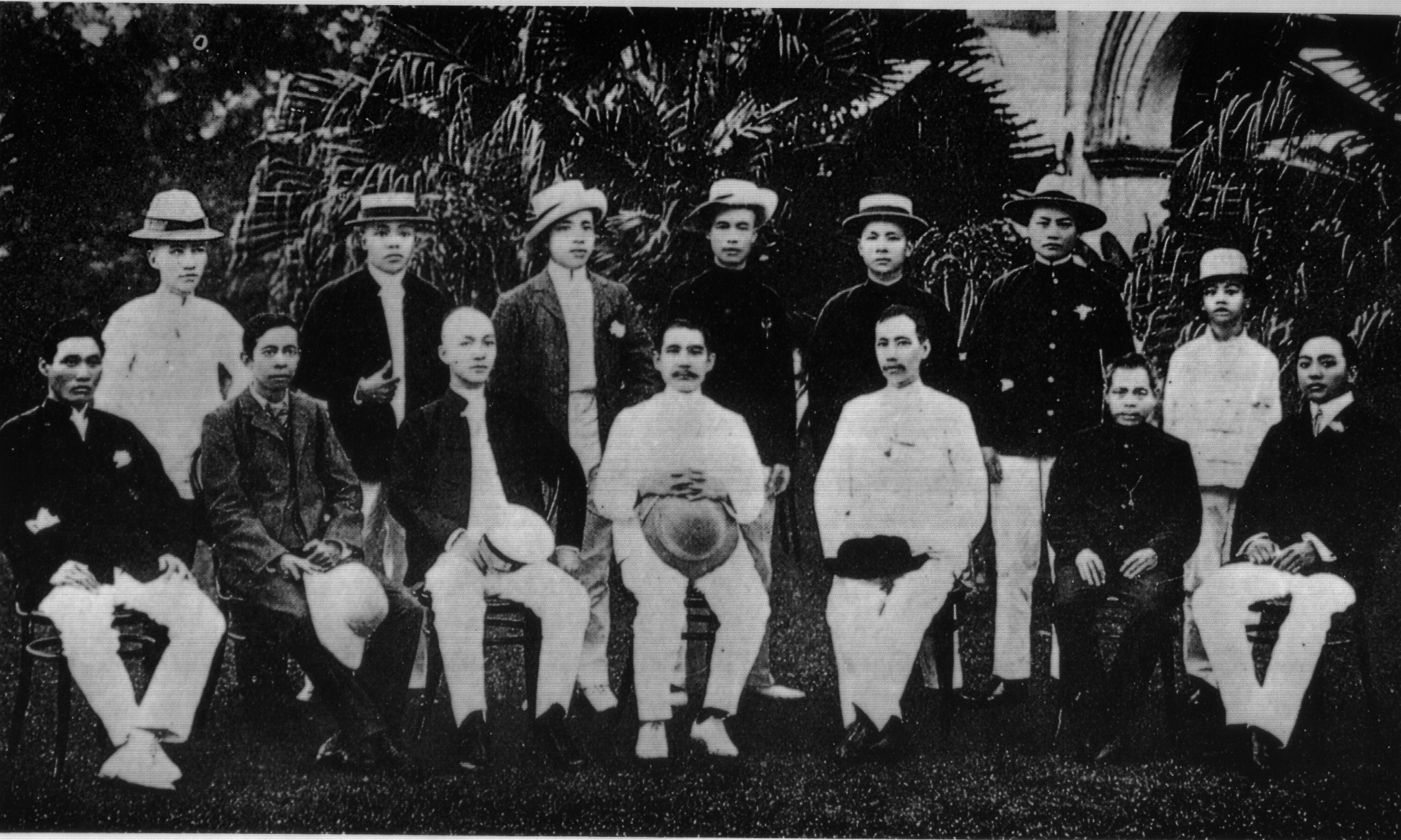
孫中山與南洋同盟會成員合影

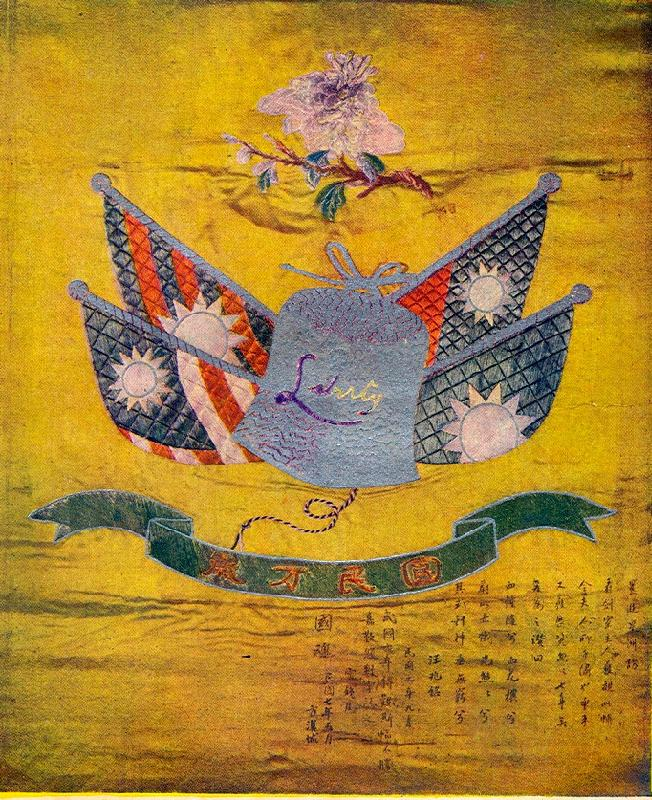
1906年，孙在晚晴园设计的元始国旗，图中为自由钟，横书“囻民万岁”。由张永福夫人陈淑字绣。

### 起義
中國同盟會曾在中國多處組織起義，試圖推翻清政府。自1906年起，同盟會聯合地方會黨，先後發動了如下多次起義：
| 名稱           | 時間   | 發起團體        | 革命經過 |
| -------------- | ------ | --------------- | --- |
| 乙未廣州起義   | 1895年 | 興中會          | 楊衢雲、孫中山率領鄭士良、陸皓東等人，準備襲取廣州。但是事機洩漏，清政府展開搜捕，陸皓東被捕犧牲。 |
| 惠州起義       | 1900年 | 興中會          | 10月8日，孫中山命鄭士良等人於惠州三洲田（今深圳市鹽田區三洲田村一帶）發動起義。 |
| 萍浏醴起義     | 1906年 | 同盟會          | 12月，是同盟會正式成立後發動的第一次大規模的武裝起義。同盟會策動會黨和礦工，由劉道一起義於萍鄉，瀏陽，醴陵。萍浏醴起義是太平天國以后中國南方爆發的一次範圍最大的反清革命，犧牲義軍將士及其親屬逾萬人。 |
| 潮州黃岡起義   | 1907年 | 同盟會          | 5月命余丑起義於潮州黃岡，歷六日而敗，又稱“丁未黄岡之役”。 |
| 七女湖起義     | 1907年 | 同盟會          | 6月，又稱“丁未惠州七女湖之役”，命鄧子瑜起義於惠州七湖。 |
| 欽廉、防城起義 | 1907年 | 同盟會          | 9月命王和順起義於欽州王光山，又稱“丁未防城之役”。 |
| 鎮南關起義     | 1907年 | 同盟會          | 12月命黃明堂起義鎮南關，並親臨指揮，又稱“丁未镇南关之役”。 |
| 欽州、廉州起義 | 1908年 | 同盟會          | 3月27日黃興由安南（今越南）率革命軍進攻欽州，又稱“戊申馬篤山之役”。 |
| 河口起義       | 1908年 | 同盟會          | 4月黃明堂起義於雲南河口，又稱“戊申河口之役”。 |
| 廣州新軍起義   | 1910年 | 同盟會          | 2月倪映典發動新軍起義於廣州，又稱“庚戌廣州新軍之役”，失敗後部份避居香港之成員組成了支那暗殺團。 |
| 黃花崗起義     | 1911年 | 同盟會          | 4月27日趙聲、黃興等人在廣州領導起義，農曆三月二十九日，又稱“辛亥廣州起義”、“辛亥廣州三月二十九日之役”。初期收殮到72具烈士遺骸，合葬於黃花崗。                                                          |
| 武昌起義       | 1911年 | 共進會與 文學社 | 10月10日由同盟會中部總會的外圍組織共進會與湖北新軍革命團體文學社共同策劃，引發了各省響應宣布獨立，導致清帝退位，又名辛亥雙十革命。                                                                     |

### 分裂
有学者认为，同盟會是一個鬆散的聯盟，其中某些革命團體多年後變得公開與孫為敵:167。
1907年陶成章、章太炎等指控孫中山接受日本政府5000元的离境费及日本商人鈴木久五郎的獻金10000元，仅留下2000元作为《民報》經費。1908年，因陶、章主办的《民报》大谈国学和佛学，鼓吹革命的文章渐少，以至销量日减。陶成章要求孙为《民报》拨款3000元印刷费，并在南洋发行《民报》股票。孙因5月河口起义失败后被解送到新加坡的六百多名战士需安置费，只将自己的手表、衣物交给陶成章变卖。陶成章不满，遂改换名义，请孙为筹建中的江、浙、皖、赣、闽五省革命协会募资5万元，孙“以近日南洋经济恐慌，自顾不暇，断难办到”回绝。1909年1月，陶成章以江、浙、皖、赣、闽五省革命军名义在南洋筹款，华侨却很少认捐，使陶怀疑孙暗中捣鬼。9月，陶成章糾集数人在新加坡《南洋總匯新報》發表《同盟會七省意見書》，指責孫「謊騙營私」，在滙豐銀行有巨額存款，有「殘賊同志」、 「蒙蔽同志」、「敗壞全體名譽」三大「罪狀」，要求「開除孫文總理之名，發表罪狀，遍告海內外」，但黄兴、吴敬恒等多数党人堅決反對。由于雙方僵持不下，陶成章、章太炎等人退出同盟会、重组光復會，孫中山與汪精衛、胡漢民等在南洋另組總部。
1912年1月，蔣介石奉陳其美命令暗杀陶成章。

### 辛亥革命及其後
1911年10月10日，武昌起義爆發，次日成立武昌军政府，全国各省纷纷响应，并相继成立军政府。各军政府基本按照同盟会《革命方略》行事，如武昌军政府成立后，即以同盟会誓词“驱除鞑虏、恢复中华、建立民国、平均地权”宣示中外，其《电告汉族同胞之为满洲将士者》《照会各国领事》基本照抄《革命方略》中的《招降满洲将士布告》和《对外宣言》。同盟会员居正为武昌军政府制定都督府组织条例，为免大家怀疑，号称是“同盟会本部所拟”，所以开会讨论时，到会数百人毫无异议，当场获全体通过，次日即公布施行。“其后各省先后光复，各建都督府，略依鄂军政条例，直至大一统政府成立于南京”。日本作家池亨吉评论：“此次武昌的变乱，虽属突然，但其活动完全遵照革命方略，其行动计划亦步步按孙文之意而动。”:59-60
1911年11月，上海光復後，同盟會本部由日本東京遷至上海；1912年1月，南京臨時政府成立後，再遷南京。
1912年6月，袁世凯为扶持黎元洪清除湖北的革命派，电邀蒋翊武去北京当临时大总统府高等军事顾问。临行前，在蒋翊武的倡导下，文学社社员一致同意加入同盟会。
1912年8月7日，在宋教仁的組織指導下，同盟會、统一共和黨、國民公黨、國民共進會、共和實進會在北京聯合成立國民黨，孫中山為理事長、宋教仁為代理事長。而章炳麟等人則與黎元洪组建共和黨。

## 评价
学者金冲及认为，同盟会集中在华南起义，非因为拘泥于地域成见，而是经过领导层慎重考虑的。粤、桂、滇地处边境，毗邻的东南亚华侨多支持革命，便于革命军的撤退和接济。广西王和顺等曾在南宁起义，1905年被迫退入越南，但实力得以存续，1907年又在防城起义。而华中萍浏醴起义遭镇压后，江苏、湖北、湖南的机关发展缓慢。同盟会领导层的失误在于，对湖北新军的革命性估计不足，仅将其作为一支响应之师。但另一方面，革命党在湖北新军快速发展乃1911年春天以后，是黄花岗起义失败催使文学社和共进会联合产生的。从同盟会成立到1910年初，集中在华南起义可以说是正确的，必须结合历史来看待。
学者陈锡祺指出，华兴会的人数在兴中会之上，有人认为华兴会在同盟会中起了主导作用。但事实并非如此。兴中会在世界各地都有宣传及联络机构，如在香港有《中国日报》，檀香山有《檀山新报》，旧金山有《大同日报》，南洋有《图南日报》，在欧洲则有比、德、法等留学生革命团体。当华兴会成员在讨论华兴会和兴中会联合的问题时，所讨论的都是“入孙逸仙会”或“不入孙会”，而非相反。湖北籍学生、华兴会人数在东京留学生中占优，但其活动能力和影响力比不上兴中会。孙中山作为革命者的名声已响彻中外，所以同盟会成立时，孙中山即被选为总理，同盟会的纲领则一字不改地沿用兴中会的十六字宗旨。

## 組織

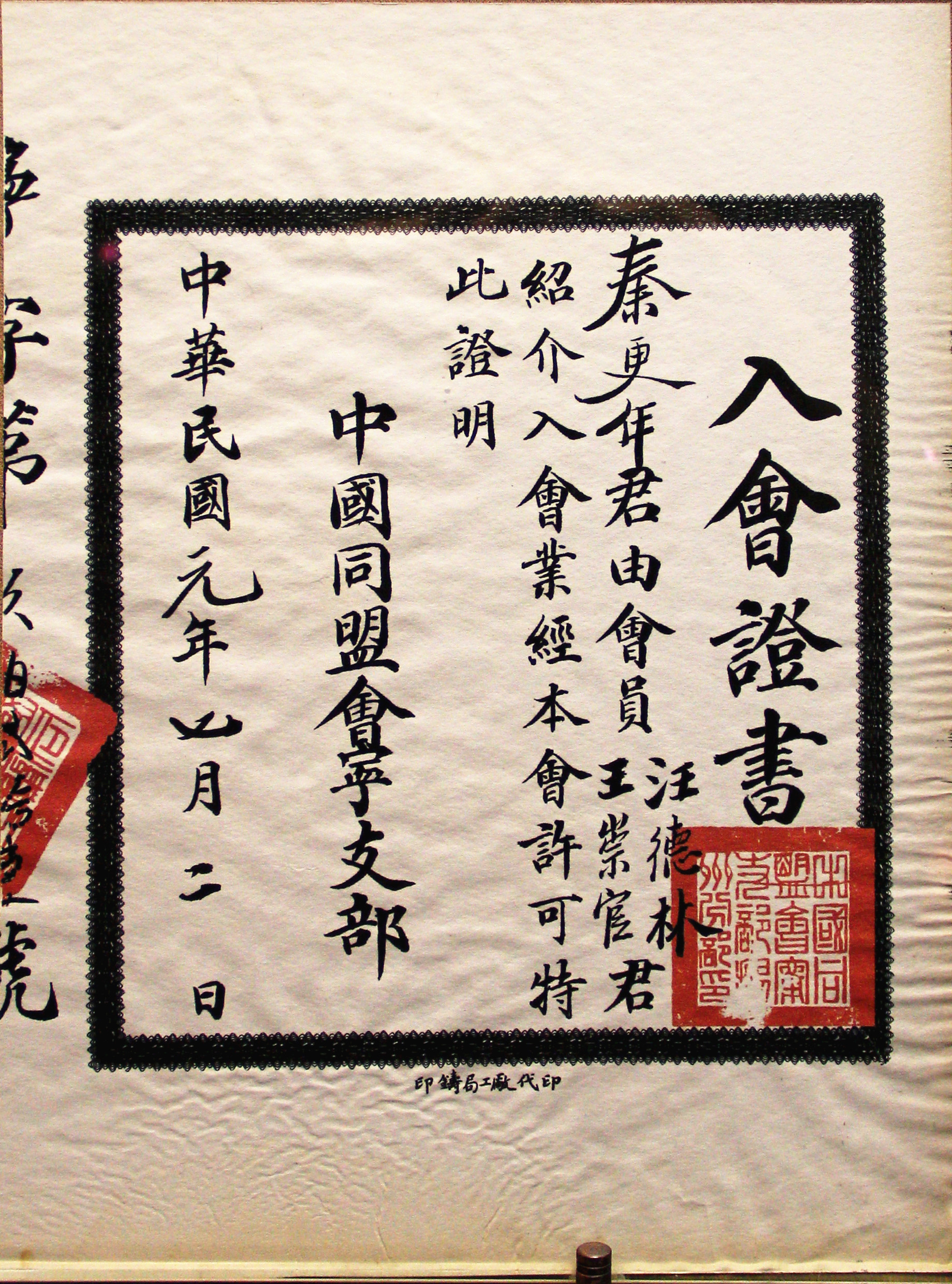
中國同盟會證書

### 入會儀式
入會人手寫盟書並舉手宣誓：“聯盟人某省某府某縣人某某某，當天發誓：驅除韃虜，恢復中華，創立民國，平均地權，矢信矢忠，有始有卒。如或渝此，任眾處罰，天運乙巳年七月某日，中國同盟會會員某某某。”之後，由孫文帶入一小室，秘密傳授暗號：“問何處人，答為漢人。問何物，答為中國物。問何事，答為天下事。”禮畢，孫中山祝賀道：“自今日起，君等已非清朝人矣。”

### 成立後
同盟會主盟人（東京）
- 湖北：时功玖→張昉→陳鎮藩→但焘

### 1906年後
1906年5月6日中國同盟會訂立的《中國同盟會總章》第十六條規定
十六、本會支部於國内分五部，國外分四部，皆直接受本部之統轄，其區畫如下

國内之部：
西部一重慶一四川、貴州、甘肅 。東部一上海一江蘇、浙江、安徽。中部一漢口一湖北、湖南、江西、河南。南部一香港一廣東、廣西、福建、雲南。北部一煙台一山東、山西、直隸、陕西、蒙古、東三省。

国外之部：
南洋一新加坡一英、荷屬地及緬甸、安南、暹羅。歐洲一比利時京城--歐洲各國。美洲一金山大埠一南北美洲。檀島一檀山大埠一檀香山群島。 

根據上述規定，中國同盟會於中國同盟會本部之下應成立如下組織：
- 中國同盟會西部支部（設於重慶）
  - 中國同盟會四川分會-1907年成立，領導人黄复生。
  - 中國同盟會貴州分會-1906年在東京成立。
  - 中國同盟會甘肅分會-聯絡人不詳。
- 中國同盟會東部支部（設于上海）中國同盟會上海分會于1905年在上海成立，領導人蔡元培，1906年併入江蘇分會。
  - 中國同盟會江蘇分會-1906年於上海成立。領導人高旭（1906年）→章梓→陳陶遺（1907年）→張鲁
  - 中國同盟會浙江分會-1905年於東京成立。領導人秋瑾（1905年）→陶成章（1907年杭州）
  - 中国同盟會安徽分會（稱“江淮别部”，又稱“武毅會”）-1905年於合肥成立。領導人吳谷→高蔭藻→權道涵→孫毓筠
- 中國同盟會中部支部（設於漢口）-1906年成立。領導人胡瑛
  - 中國同盟會湖北分會-1906年4月於武昌成立。領導人余诚（1906年4月）
  - 中國同盟會湖南分會-1905年於長沙成立。聯絡人：禹之谟（1905年長沙，黄興委託）、黄興（1905年東京自任）、仇亮（1905年東京任黄興成立的中國同盟會湖南分會湘支部支部長）
  - 中國同盟會江西分會-聯絡人不詳。
  - 中國同盟會河南分會-聯絡人不詳。
- 中國同盟會南部支部（設於香港）領導人 陳少白
  - 中國同盟會廣東分會-聯絡人不詳。
  - 中國同盟會蓬洲分會-陳質文。
  - 中國同盟會廣西分會-聯絡人不詳。
  - 中國同盟會福建分會-聯絡人不詳。
  - 中國同盟會雲南分會-聯絡人不詳。
- 中國同盟會北部支部（設於烟台）領導人 蔣洗凡
  - 中國同盟會山東分會-1906年在東京成立。領導人徐镜心（1906年）→丁惟汾（1907年）→于洪起→陳幹→劉冠三（1907年濟南）（另附：蔣洗凡）
  - 中國同盟會山西分會-1905年在東京成立。領導人谷思慎（1905年）→王用賓→榮福桐→郭希仁（1910年太原）→閻锡山（1912年）（另附：張起風曾在日本期間代理）
  - 中國同盟會直隸分會-聯絡人不詳。
  - 中國同盟會陕西分會-1906年在東京成立。領導人康寶忠（1906年）→趙世钰→井勿幕→李仲特（1908年西安）
  - 中國同盟會蒙古分會--聯絡人不詳。
  - 中國同盟會東三省分會-未成立。1907年成立中國同盟會遼東支部，領導人宋教仁。
- 中國同盟會南洋支部（設於新加坡）
- 中國同盟會歐洲支部（設於比利时京城）
- 中國同盟會美洲支部（設於金山大埠）
- 中國同盟會檀島支部（設於檀山大埠）

此後中國同盟會還成立過以下較大的分支機構：
- 中國同盟會南洋總支部-1908年在新加坡成立，後於1910年遷至檳城。
- 中國同盟會中部總會-宋教仁、譚人鳳等人于1911年在上海成立中國同盟會中部總會。

辛亥革命後，同盟會東京本部委派傅夢豪、蔣洗凡，乘船抵達上海，聯絡各界促成國民黨會的成立。